# Tabanus obsoletus
Tabanus obsoletus är en tvåvingeart som beskrevs av Christian Rudolph Wilhelm Wiedemann 1821. Tabanus obsoletus ingår i släktet Tabanus och familjen bromsar. Inga underarter finns listade i Catalogue of Life.